# To Gerard
Pour plus de détails, voir Fiche technique et Distribution.
To: Gerard est un film d'animation de court métrage américain réalisé par Taylor Meacham et sorti en 2020.

## Fiche technique
- Titre original : To: Gerard
- Réalisation : Taylor Meacham
- Scénario : Taylor Meacham
- Décors :
- Costumes :
- Animation : Pierre Perifel
- Photographie :
- Montage : James Ryan
- Direction artistique : Raymon Zibach
- Musique : Gaute Storaas
- Producteur : Jeff Hermann et Jerry Schmitz
- Sociétés de production : DreamWorks Animation
- Société de distribution : DreamWorks Animation
- Pays d'origine :  États-Unis
- Langue originale : muet
- Format : couleur
- Genre : Animation
- Durée : 7 minutes et 23 secondes
- Dates de sortie :
  - États-Unis : 18 avril 2020
  - France : 15 juin 2020 (Annecy 2020)

## Distinctions
- 2020 : Prix du jury junior pour un court métrage au festival international du film d'animation d'Annecy.